# Associazione Sportiva Gubbio 1910 2019-2020
Questa voce raccoglie le informazioni riguardanti l'Associazione Sportiva Gubbio 1910 nelle competizioni ufficiali della stagione 2019-2020.

## Divise e sponsor
Il fornitore tecnico per la stagione 2019-2020 è Legea, mentre gli sponsor ufficiali sono Cementerie Aldo Barbetti e Acqua Lieve (nel retro di maglia sotto la numerazione).

## Organigramma societario
Area direttiva
- Presidente: Sauro Notari
- Vice Presidente: Rodolfo Mencarelli
- Consiglieri: Sauro Notari, Rodolfo Mencarelli, Marco Fioriti, Luciano Ramacci
- Responsabile Amministrazione e Finanza: Fabio Cecchetti
- Segretario Generale e Sportivo: Leonardo Lucaroni
- Collaboratori Segreteria: Antonio Cecchetti, Gianluca Moriconi, Paris Volpi

Area comunicazione
- Ufficio stampa, Comunicazione e Social Media: Massimiliano Francioni
- SLO: Shahin Bishara

Area sportiva
- Direttore sportivo: Giuseppe Pannacci (fino al 14 ottobre 2019), Stefano Giammarioli
- Team Manager: Luciano Ramacci

Area tecnica
- Allenatore: Federico Guidi (fino al 14 ottobre 2019), Vincenzo Torrente
- Vice Allenatore: Andrea Cupi (fino al 14 ottobre 2019), Michele Iannucci
- Preparatore Atletico: Domenico Melino (fino al 14 ottobre 2019), Romano Mengoni. Michele Barilari
- Preparatore Portieri: Giovanni Pascolini
- Collaboratore tecnico: Federico Santi (fino al 14 ottobre 2019)

Area sanitaria
- Medici sociali: Giangiacomo Corbucci, Pierluigi Piergentili, Costanzo Sammarco
- Fisioterapisti e Massaggiatori: Loris Camoni, Fabrizio Gambini, Andrea Rosetti, Luca Stocchi

## Rosa
| N. |                           | Ruolo | Calciatore        |
| -- | ------------------------- | ----- | ----------------- |
| 1  | Italia (bandiera)         | P     | Federico Ravaglia |
| 2  | Italia (bandiera)         | D     | Marco Maini       |
| 3  | Costa d'Avorio (bandiera) | D     | Dramane Konaté    |
| 4  | Italia (bandiera)         | C     | Mattia El Hilali  |
| 5  | Spagna (bandiera)         | D     | Rafa Muñoz        |
| 6  | Italia (bandiera)         | D     | Loris Bacchetti   |
| 7  | Italia (bandiera)         | A     | Ignazio Battista  |
| 8  | Albania (bandiera)        | C     | Erald Lakti       |
| 9  | Italia (bandiera)         | A     | Marco Meli        |
| 10 | Italia (bandiera)         | C     | Alessandro Sbaffo |
| 11 | Italia (bandiera)         | A     | Elio De Silvestro |
| 13 | Italia (bandiera)         | C     | Diego Cenciarelli |
| 14 | Italia (bandiera)         | D     | Enrico Zanoni     |
| 16 | Italia (bandiera)         | C     | Andrea Conti      |

| N. |                         | Ruolo | Calciatore           |
| -- | ----------------------- | ----- | -------------------- |
| 16 | Italia (bandiera)       | C     | Gabriele Bove        |
| 17 | Italia (bandiera)       | A     | Lorenzo Sorrentino   |
| 18 | Italia (bandiera)       | C     | Luca Ricci           |
| 19 | Italia (bandiera)       | C     | Nicola Malaccari     |
| 20 | RD del Congo (bandiera) | C     | Luzaydio Bangu       |
| 21 | Italia (bandiera)       | A     | Camillo Tavernelli   |
| 22 | Italia (bandiera)       | P     | Alessandro Zanellati |
| 23 | Italia (bandiera)       | D     | Alberto Filippini    |
| 24 | Italia (bandiera)       | A     | Jacopo Manconi       |
| 25 | Italia (bandiera)       | A     | Christian Cesaretti  |
| 27 | Argentina (bandiera)    | A     | Juanito Gómez        |
| 29 | Lituania (bandiera)     | C     | Linas Mėgelaitis     |
| 30 | Lituania (bandiera)     | A     | Edgaras Dubickas     |

## Risultati

### Serie C

#### Girone di andata
| Arbitro: | Cudini (Fermo) |

|                          |           |           |
| Giorico 11’ Granoche 81’ | Marcatori | 29’ Muñoz |

| Arbitro: | Virgilio (Trapani) |

|                   |           |                 |
| Sbaffo 53’, 90+2’ | Marcatori | 40’, 88’ Odogwu |

| Arbitro: | Cherchi (Carbonia) |

|               |           |               |
| Maldonado 45’ | Marcatori | 66’ Cesaretti |

| Arbitro: | Luciani (Roma) |

|               |           |                    |
| Cesaretti 28’ | Marcatori | 88’ (rig.) Barbuti |

| Arbitro: | Perenzoni (Rovereto) |

|  |           |                                            |
|  | Marcatori | 19’ Guerra 35’ (rig.) Giacomelli 84’ Zonta |

| Arbitro: | Kumara (Verona) |

|            |           |               |
| Zamparo 5’ | Marcatori | 30’ Cesaretti |

| Gubbio 29 settembre 2019, ore 15:00 CEST 7ª giornata | Gubbio                               | 0 – 0 referto | Feralpisalò | Stadio Pietro Barbetti (762 spett.)\| Arbitro: \| Pirrotta (Barcellona Pozzo di Gotto) \| |
| Arbitro:                                             | Pirrotta (Barcellona Pozzo di Gotto) |               |             |                                                                                           |

| Arbitro: | Giordano (Novara) |

|            |           |            |
| Marchi 58’ | Marcatori | 38’ Zanoni |

| Arbitro: | Vigile (Cosenza) |

|                   |           |                      |
| Sbaffo 34’ (rig.) | Marcatori | 31’ Šarić 81’ Biasci |

| Arbitro: | Delrio (Reggio Emilia) |

|                                 |           |  |
| Mazzocchi 8’ Casiraghi 76’, 78’ | Marcatori |  |

| Arbitro: | Scarpa (Collegno) |

|              |           |                     |
| Cesaretti 1’ | Marcatori | 55’ (rig.) Boccardi |

| Arbitro: | Cavaliere (Paola) |

|  |           |                |
|  | Marcatori | 56’ Sorrentino |

| Arbitro: | Scatena (Avezzano) |

|                   |           |  |
| Sbaffo 79’ (rig.) | Marcatori |  |

| Arbitro: | Moriconi (Roma) |

|            |           |  |
| Paponi 83’ | Marcatori |  |

| Arbitro: | Nicolini (Brescia) |

|  |           |                             |
|  | Marcatori | 4’ (rig.) Butic 90’ Russini |

| Arbitro: | Paterna (Teramo) |

|                                     |           |                                |
| Papa 35’ Pellizzari 40’ Raffini 75’ | Marcatori | 23’ Muñoz 37’ Sbaffo 63’ Maini |

| Gubbio 1º dicembre 2019, ore 15:00 CET 17ª giornata | Gubbio                     | 0 – 0 referto | Padova | Stadio Pietro Barbetti (994 spett.)\| Arbitro: \| Di Cairano (Ariano Irpino) \| |
| Arbitro:                                            | Di Cairano (Ariano Irpino) |               |        |                                                                                 |

| Arbitro: | Rutella (Enna) |

|                             |           |  |
| Di Massimo 10’ Cernigoi 30’ | Marcatori |  |

| Arbitro: | Longo (Paola) |

|  |           |             |
|  | Marcatori | 5’ Petrucci |

#### Girone di ritorno
| Arbitro: | Gariglio (Pinerolo) |

|                                |           |  |
| Filippini 44’ Gómez 75’ (rig.) | Marcatori |  |

| Arbitro: | Catanoso (Reggio Calabria) |

|  |           |           |
|  | Marcatori | 32’ Gómez |

| Arbitro: | Centi (Viterbo) |

|  |           |                     |
|  | Marcatori | 46’ Flores Heathley |

| Arbitro: | Zamagni (Cesena) |

|  |           |                         |
|  | Marcatori | 45’ Filippini 53’ Gómez |

| Vicenza 2 febbraio 2020, ore 17:30 CET 24ª giornata | L.R. Vicenza    | 0 – 0 referto | Gubbio | Stadio Romeo Menti (8618 spett.)\| Arbitro: \| Fontani (Siena) \| |
| Arbitro:                                            | Fontani (Siena) |               |        |                                                                   |

| Arbitro: | Costanza (Agrigento) |

|               |           |             |
| Malaccari 69’ | Marcatori | 12’ Gerardi |

| Arbitro: | Frascaro (Firenze) |

|                                             |           |                                    |
| Scarsella 10’ Caracciolo 61’ Miracoli 90+7’ | Marcatori | 8’ Malaccari 18’ (rig.), 67’ Gómez |

| Gubbio 23 febbraio 2020, ore 15:00 CET 27ª giornata | Gubbio         | 0 – 0 referto | Reggio Audace | Stadio Pietro Barbetti (1045 spett.)\| Arbitro: \| Carella (Bari) \| |
| Arbitro:                                            | Carella (Bari) |               |               |                                                                      |

| Carpi 26 febbraio 2020 28ª giornata | Carpi | – (annullata) | Gubbio | Stadio Sandro Cabassi |

| Gubbio 1º marzo 2020 29ª giornata | Gubbio | – (annullata) | Südtirol | Stadio Pietro Barbetti |

| Imola 8 marzo 2020 30ª giornata | Imolese | – (annullata) | Gubbio | Stadio Romeo Galli |

| Gubbio 15 marzo 2020 31ª giornata | Gubbio | – (annullata) | Vis Pesaro | Stadio Pietro Barbetti |

| Modena 15 marzo 2020 32ª giornata | Modena | – (annullata) | Gubbio | Stadio Alberto Braglia |

| Gubbio 25 marzo 2020 33ª giornata | Gubbio | – (annullata) | Piacenza | Stadio Pietro Barbetti |

| Cesena 29 marzo 2020 34ª giornata | Cesena | – (annullata) | Gubbio | Orogel Stadium-Dino Manuzzi |

| Gubbio 5 aprile 2020 35ª giornata | Gubbio | – (annullata) | Ravenna | Stadio Pietro Barbetti |

| Padova 11 aprile 2020 36ª giornata | Padova | – (annullata) | Gubbio | Stadio Euganeo |

| Gubbio 19 aprile 2020 37ª giornata | Gubbio | – (annullata) | Sambenedettese | Stadio Pietro Barbetti |

| Fermo 26 aprile 2020 38ª giornata | Fermana | – (annullata) | Gubbio | Stadio Bruno Recchioni |

### Coppa Italia Serie C

#### Fase a gironi
| Arbitro: | Centi (Viterbo) |

|                                                                               |           |  |
| Battista 9’ Sbaffo 19’ Tavernelli 26’ Malaccari 46’ De Silvestro 49’ Meli 77’ | Marcatori |  |

| Arbitro: | Zamagni (Cesena) |

|                       |           |               |
| Mungo 12’ Minelli 20’ | Marcatori | 53’ Cesaretti |

## Statistiche

### Statistiche di squadra
Statistiche aggiornate al 23 febbraio 2020.
| Competizione         | Punti  | In casa | In casa | In casa | In casa | In casa | In casa | In trasferta | In trasferta | In trasferta | In trasferta | In trasferta | In trasferta | Totale | Totale | Totale | Totale | Totale | Totale | D.R. |
| Competizione         | Punti  | G       | V       | N       | P       | Gf      | Gs      | G            | V            | N            | P            | Gf           | Gs           | G      | V      | N      | P      | Gf     | Gs     | D.R. |
| -------------------- | ------ | ------- | ------- | ------- | ------- | ------- | ------- | ------------ | ------------ | ------------ | ------------ | ------------ | ------------ | ------ | ------ | ------ | ------ | ------ | ------ | ---- |
| Serie B              | 28     | 14      | 2       | 7       | 5       | 9       | 14      | 13           | 3            | 6            | 4            | 14           | 17           | 27     | 5      | 13     | 9      | 23     | 31     | -8   |
| Coppa Italia Serie C | Gironi | 1       | 1       | 0       | 0       | 6       | 0       | 1            | 0            | 0            | 1            | 1            | 2            | 2      | 1      | 0      | 1      | 7      | 2      | +5   |
| Totale               | 28     | 15      | 3       | 7       | 5       | 15      | 14      | 14           | 3            | 6            | 5            | 15           | 19           | 29     | 6      | 13     | 10     | 30     | 33     | -3   |

### Andamento in campionato
| Giornata  | 1  | 2  | 3  | 4  | 5  | 6  | 7  | 8  | 9  | 10 | 11 | 12 | 13 | 14 | 15 | 16 | 17 | 18 | 19 | 20 | 21 | 22 | 23 | 24 | 25 | 26 | 27 | 28 | 29 | 30 | 31 | 32 | 33 | 34 | 35 | 36 | 37 | 38 |
| --------- | -- | -- | -- | -- | -- | -- | -- | -- | -- | -- | -- | -- | -- | -- | -- | -- | -- | -- | -- | -- | -- | -- | -- | -- | -- | -- | -- | -- | -- | -- | -- | -- | -- | -- | -- | -- | -- | -- |
| Luogo     | T  | C  | T  | C  | C  | T  | C  | T  | C  | T  | C  | T  | C  | T  | C  | T  | C  | T  | C  | C  | T  | C  | T  | T  | C  | T  | C  | T  | C  | T  | C  | T  | C  | T  | C  | T  | C  | T  |
| Risultato | P  | N  | N  | N  | P  | N  | N  | N  | P  | P  | N  | V  | V  | P  | P  | N  | N  | P  | P  | V  | V  | P  | V  | N  | N  | N  | N  | –  | –  | –  | –  | –  | –  | –  | –  | –  | –  | –  |
| Posizione | 13 | 13 | 15 | 16 | 18 | 18 | 18 | 17 | 18 | 19 | 19 | 16 | 15 | 15 | 16 | 16 | 17 | 17 | 17 | 16 | 15 | 16 | 14 | 15 | 15 | 14 | 15 | –  | –  | –  | –  | –  | –  | –  | –  | –  | –  | –  |

Fonte:  Serie C - Girone B, su calcio.com.
Legenda:

Luogo: C = Casa; T = Trasferta. Risultato: V = Vittoria; N = Pareggio; P = Sconfitta.